# MATADOR
MATADOR (skrót od ang. Man-portable Anti-Tank, Anti-DOoR) – współczesny jednorazowy granatnik przeciwpancerny, opracowany przy udziale Singapurskich Sił Zbrojnych oraz izraelskiego przedsiębiorstwa Rafael Advanced Defense Systems i produkowany przez niemieckie przedsiębiorstwo Dynamit Nobel Defence. MATADOR jest znacznie ulepszoną wersją pochodzącego z lat 70. XX wieku granatnika Armbrust.
Broń, wykorzystująca amunicję kumulacyjną (HEAT) oraz odkształcalną (HESH), przeznaczona jest zarówno do niszczenia lekkich pojazdów opancerzonych (głównie transporterów opancerzonych i czołgów lekkich), burzenia murów budynków oraz fortyfikacji.